# 史努比狗狗
小卡尔文·科多扎·布罗德斯（英語：Calvin Cordozar Broadus, Jr.，1971年10月20日—），艺名史努比狗狗（Snoop Dogg），是一位多次提名格莱美奖的美国饒舌歌手、唱片制作人、演员。史努比狗狗因其西岸嘻哈界的教父地位而知名，他也是制作人德瑞博士的得意门生之一，與德瑞博士合作的《The Next Episode》，更是饒舌界無人不知、無人不曉的歌曲，並在2024法國巴黎奧運擔任火炬手。

## 簡介
史努比狗狗在高中时，只是個混帮派的不良少年，毕业后，他因持有大麻被捕，并被判入狱3年。刚出狱的他，得到德瑞博士的赏识，音乐生涯起步于1992年，他的出道专辑《Doggystyle》于1993年面世，由Death Row唱片公司发行。《Doggystyle》获得了四倍于白金的销量，并催生了众多打榜单曲，包括《What's My Name》和《Gin & Juice》。
1996年，史努比狗狗摆脱了1993年其保镖谋杀敌对帮派成员菲利普·伍德曼瑞安（Philip Woldemariam）案件的相关指控，并在同年发布了第二张专辑《Tha Doggfather》。这是他在Death Row唱片公司发布的最后一张专辑，随后他签约No Limit唱片公司，并在1998年到2001年陆续发布了3张专辑。2002年，史努比狗狗转投Priority/Capitol/EMI唱片公司，并发布了专辑《Paid tha Cost to Be da Boss》，随后他又于2004年签约Geffen唱片公司，并在那里之作了他随后的3张专辑。他还曾和自己的表兄弟奈特狗狗以及华伦G组成超级组合213，并于2004年出版了一张专辑。
除了音乐，史努比狗狗还在多部动作片中出镜，并主持了多档电视节目：《Doggy Fizzle Televizzle》、《Snoop Dogg's Father Hood》以及《Dogg After Dark》。他还在执教一支高中青少年联赛橄榄球队。他本人惹上不少法律纠纷，使得他在英国和澳大利亚被禁。
2009年9月，史努比狗狗被EMI任命为Priority唱片公司的主席。他的第十张专辑《Malice n Wonderland》于2009年12月8日发布。
2016年，他在世界摔角娛樂的摔角狂熱大賽中，正式入選世界摔角娛樂名人堂，為音樂界首例。
2016年11月26日，他在《NBA 2K17》的「公園午夜派對」中，以「DJ SNOOPADELIC」的身份在遊戲中的MyPARK模式出現。

## 音乐作品
| 个人                                                          | 年份 |
| ------------------------------------------------------------- | ---- |
| 《皮狗狗風格》（Doggystyle）                                  | 1993 |
| 《皮狗狗教父》（Tha Doggfather）                              | 1996 |
| 《說得好不如賣得好》（Da Game Is to Be Sold, Not to Be Told） | 1998 |
| 《狗狗最屌》（No Limit Top Dogg）                             | 1999 |
| 《最後晚餐》（Tha Last Meal）                                 | 2000 |
| 《花錢當老大》（Paid tha Cost to Be da Boss）                 | 2002 |
| 《吠聲輯》（R&G (Rhythm & Gangsta): The Masterpiece）         | 2004 |
| 《藍色帝國》（Tha Blue Carpet Treatment）                     | 2006 |
| 《自大狂》（Ego Trippin'）                                    | 2008 |
| 《惡女夢遊仙境》（Malice n Wonderland）                       | 2009 |
| 《狗狗帝王本紀》（Doggumentary）                              | 2011 |
| 《雄獅轉世》（Reincarnated）                                  | 2013 |
| 《狗狗叢林》（Bush）                                          | 2015 |
| 與「213」组合合作                                             | 年份 |
| 《The Hard Way》                                              | 2004 |
| 與Tha Eastsidaz合作                                           | 年份 |
| 《Snoop Dogg Presents Tha Eastsidaz》                         | 2000 |
| 《Duces 'n Trayz: The Old Fashioned Way》                     | 2001 |
| 與B-Real合作                                                  | 年份 |
| 《Blaze!》                                                    | 2010 |
| 與PSY合作                                                     | 年份 |
| 《HANGOVER》                                                  | 2014 |
| 與Jason Derulo合作                                            | 年份 |
| 《Wiggle》                                                    | 2014 |
| 與Sơn Tùng合作                                                | 年份 |
| 《hãy trao cho anh》                                          | 2019 |

## 外部連結
- 官方網站（页面存档备份，存于）